# Sowjetisches Ehrenmal Tiergarten

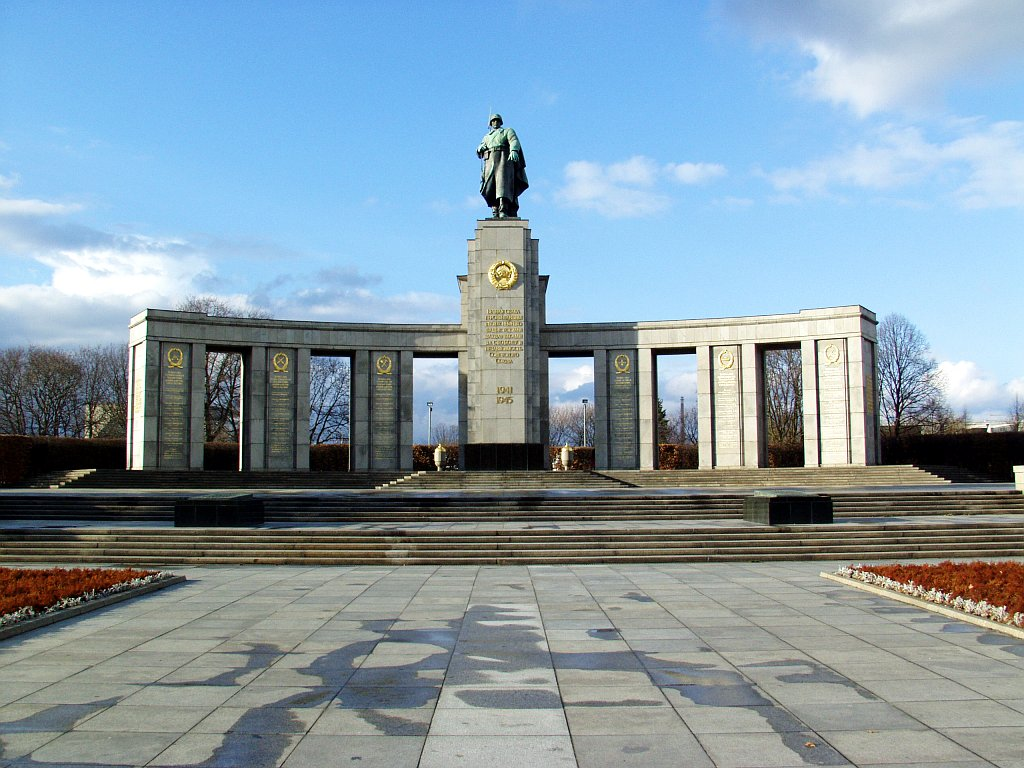
Monumentet

Sowjetisches Ehrenmal Tiergarten är ett monument i Tiergarten i Berlin vid Straße des 17. Juni, till minne av soldater ur Röda armén som stupade under andra världskriget. 
Minnesmonumentet, som också är en soldatkyrkogård för över 2000 stupade Röda armé-soldater, restes kort efter krigsslutet 1945 i den dåvarande brittiska ockupationszonen i Västberlin. Området utgjorde senare, i praktiken, en liten sovjetisk enklav i Västberlin. Fram till 1994, då de ryska trupperna lämnade Tyskland, stod sovjetiska och senare ryska soldater honnörsvakt här. Efter de ryska truppernas avtåg överlämnades området till staden Berlin, och sköts numera av de tyska myndigheterna.